# ريسبيريدون
ريسيبيريدون يباع بالاسم التجاري ريسيبردال، هو دواء مضاد للذهان، ويستخدم بشكل أساسي لعلاج الفصام، والإضطراب ثنائي القطب، والتهيج في الأشخاص المصابين بالتوحد، ويتم تناوله إما عن طريق الفم أو الحقن العضلي.
ويتميز الحقن العضلي بأنه طويل المفعول حيث يستمر مفعوله لمدة تصل إلى أسبوعين تقريباً.
تشمل الآثار الجانبية الشائعة لتناول ريسيبيريدون مشاكل الحركة، والنعاس، واضطرابات الرؤية، والإمساك، وزيادة الوزن. أما الآثار الجانبية الخطيرة فتشمل خلل الحركة المتأخر الدائم، ومتلازمة الذهان الخبيث، وزيادة خطر الانتحار، وارتفاع مستويات السكر في الدم. ويزيد خطر الموت في حالات كبار السن المصابين بالذهان، كما أنه من غير الواضح إذا كان استخدام ريسبيريدون آمناً على الحوامل والأطفال، حيث أنه أحد مضادات الذهان الغير نمطية وآلية عمله غير واضحة تماماً، ولكن يُعتقد أنها تتعلق بمضادات الدوبامين.

بدأت دراسة ريسيبيريدون في أواخر 1980م، وتمت الموافقة على بيعه في الولايات المتحدة الأمريكية في عام 1993م، ثم تم وضعه على قائمة أهم الأدوية اللازمة للنظام الصحي الأساسي وقائمة الأدوية الأساسية لمنظمة الصحة العالمية.
يتاح الدواء بشكل عام للجميع، وتتراوح تكلفته في الدول النامية بين 0.01 إلى 0.60 دولار يومياً منذ عام 2014م،  بينما في عام 2015م بلغت التكلفة الشهرية للدواء حوالي 100-200 دولار شهرياً في الولايات المتحدة الأمريكية.

## الإستخدامات الطبية
يستخدم ريسيبيريدون بشكل أساسي لعلاج الفصام، وإضطراب ثنائي القطب، والتهيج المرتبط بالتوحد.

### الفصام
يعد ريسيبيريدون علاجاً فعالاً لحالات التفاقم الحاد لمرض الفصام.
وقد وصلت دراسات تقييم مدى فائدة تناول ريسيبيريدون عن طريق الفم للحفاظ على العلاج إلى إستنتاجات مختلفة، وأظهرت مراجعة منهجية في عام 2012م أن ريسيبيريدون أقوى من جميع مضادات الذهان من الجيل الأول الأخرى ماعدا هالوبيريدول، إلا أن الأدلة المؤيدة لتفوقه على العلاج الوهمي مشكوك بها.
كما أظهرت دراسة في عام 2011م أن ريسيبيريدون أكثر فاعلية في الوقاية من الانتكاس من غيرها من مضادات الذهان من الجيل الأول والثاني عدا أولانزابين وكلوزابين، ووجدت مراجعة كوكرين 2010م فائدة طفيفة خلال الأسابيع القليلة لعلاج الفصام، ولكن المقال أثار المخاوف فيما يخص الانحياز لريسيبيريدون.
توفر حقن أدوية مضادات الذهان طويلة المفعول امتثال أفضل للعلاج، ومعدلات أقل للانتكاس بالمقارنة مع الأدوية التي يتم تناولها عن طريق الفم، كما يبدو أن فاعلية حقن ريسيبيريدون طويلة المفعول متماثلة مع الحقن طويلة المفعول من مضادات الذهان الأخرى من الجيل الأول.

### اضطراب ثنائي القطب
تعد مضادات الذهان من الجيل الثاني بما في ذلك ريسيبيريدون فعالة في علاج أعراض الهوس، وحالات تفاقم الهوس الحاد أو تفاقم مرض إضطراب ثنائي القطب، كما أن ريسيبيريدون أكثر فاعلية من الليثيوم وديفالبرويكس في علاج الأطفال والبالغين ولكن آثاره الجانبية أسوأ.
وكعلاج وقائي يعد ريسبيريدون علاجا فعالاً للحماية من نوبات الهوس، ولكن ليس نوبات الاكتئاب. قد يكون حقن ريسبيريدون طويل المفعول مفيداً أكثر من جميع مضادات الذهان من الجيل الأول لأنه يمكن تحمله بشكل أفضل (تأثيرات خارج هرمية أقل) ولأن تأثيرات حقن مضادات الذهان طويل المفعول من الجيل الأول تزيد من خطر الاكتئاب.

### التوحد
يقلل ريسبيريدون من السلوكيات الإشكالية لدى الأطفال المصابين بالتوحد وذلك مقارنةً مع الدواء الوهمي، ويتضمن ذلك السلوك العدواني تجاه الآخرين، وإيذاء الذات، ونوبات الغضب، وتغيرات سريعة في المزاج.
ويبدو أن الدليل على فعاليته أكبر بكثير من الأدوية البديلة، كما أن زيادة الوزن تعد أيضاً من الآثار السلبية للدواء، ويوصي البعض بالحد من تناول ريسبيريدون وأريبيبرازول لأولئك الذين لديهم اضطرابات سلوكية من أجل تقليل الخطر السلبي الناتج عن الدواء.
الأدلة على فعالية ريسبيريدون في الشباب والمراهقين هي أقل إقناعاً.

### إستخدامات أخرى
أظهر ريسبيريدون نتائج واعدة في علاج الوسواس القهري، عندما تكون مثبطات امتصاص السيروتونين ليست كافية.
ولم يثبت ريسبيريدون فعالية في علاج اضطرابات الأكل أو اضطراب الشخصية.
تؤثر مضادات الذهان مثل ريسبيريدون تأثيراً طفيفاً على حالات الخرف، كما تم ربطه بزيادة معدلات حدوث الوفاة والسكتة الدماغية، ولذلك لم توافق إدارة الأغذية والعقاقير على الريسبيريدون كعلاج للذهان المتعلق بالخرف.

## الآثار السلبية

### التفاعلات الدوائية
- قد يقلل كاربامازيبين ومحفزات الإنزيمات من مستويات ريسبيريدون في البلازما،[35] فإذا قام شخص ما بتناول جرعة من كاربامازيبين وجرعة أخرى من ريسبيريدون فإنه غالباً سيحتاج إلى زيادة جرعة ريسبيريدون، ولكن يجب أن لا تصل الجرعة الجديدة الموصوفة إلى ضعف الجرعة التي إعتاد المريض على تناولها.[36]
- قد تزيد مثبطات CYP2D6 (Cytochrome P450 2D6) مثل أدوية مثبطات امتصاص السيروتونين مستويات ريسبيريدون في البلازما.[35]
- منذ تم اكتشاف أن ريسبيريدون يسبب انخفاض ضغط الدم، وقد أوجب الأطباء عد تناوله مع أدوية الضغط حتى لا يحدث انخفاض حاد في ضغط الدم.[36]

### التوقف عن استخدام الدواء
توصي الوصفة البريطانية القومية بالانسحاب التدريجي عند إيقاف تناول مضادات الذهان، وذلك لتجنب متلازمة أعراض الإنسحاب ومنع حدوث الانتكاس السريع، وقد ناقش البعض أعراض جسدية ونفسية إضافية مرتبطة بزيادة الحساسية للدوبامين، ويتضمن ذلك خلل الحركة والذهان الحاد، وهذه هي الأعراض الشائعة للانسحاب في المرضى الذين تتم معالجتهم بمضادات الذهان.
مما أدى إلى اقتراح أنه يمكن أن تؤدي عملية الانسحاب نفسها إلى حدوث أعراض مشابهة للفصام، حتى في المرضى الذين كانوا أصحاء من الفصام سابقاً، مما يشير إلى إمكانية وجود أصل دوائي للمرض العقلي في نسبة غير معلومة حتى الآن من المرضى الذين تمت معالجتهم سابقاً وحالياً باستخدام مضادات الذهان.
لم يتم حل هذه المسألة ولذلك فقد بقيت المسألة مثيرة للجدل في المجتمعات الطبية بين المتخصصين وكذلك الجمهور.

### الخرف
يؤدي تناول ريسبيريدون لعلاج الذهان المرتبط بالخرف لدى كبار السن إلى ارتفاع نسبة خطر الموت، وذلك بالمقارنة مع الذين لا يتناولونه، تحدث أغلب الوفيات بسبب مشاكل في القلب أو العدوى.

## علم العقاقير

### أيض الدواء في الجسم
يخضع ريسيبريدون لعملية التمثيل الغذائي في الكبد ويخرج من الجسم بواسطة للكلى، ولهذا ينصح به بجرعة أقل للمرضى الذين يعانون من أمراض الكبد والكلى الحادة، المستقلب الفعال لريسبيريدون هو البالبيريدون ويستخدم أيضاً كأحد مضادات الذهان.

### خصائص الدواء
تم تصنيف ريسبيريدون بأنه مضاد للذهان شاذ نوعياً مع وجود نسبة منخفضة نسبياً من آثار جانبية خارج هرمية (عند تناول جرعات صغيرة) وله عدائية أكثر وضوحاً للسيرتونين أكثر من الدوبامين. يحتوي ريسبيريدون على المجموعة الوظيفية بنزيسوكسازول وبيبريدين كجزء من تركيبه الجزيئي.

## وصلات خارجية
- PubChem Substance Summary: Risperidone—National Center for Biotechnology Information.
- Drug Information Portal—Risperidone—المكتبة الوطنية لعلم الطب
- Description of risperidone "Nycomed" medicine, Danish link in English language